# Ådalen 31 (film)
Ådalen 31 är en svensk dramafilm från 1969, skriven och regisserad av Bo Widerberg, med bland andra Peter Schildt, Kerstin Tidelius och Roland Hedlund i rollerna. Filmen skildrar Ådalshändelserna, som inträffade i Ådalen i maj 1931.

## Rollista i urval
- Peter Schildt - Kjell Andersson
- Kerstin Tidelius - Karin, hans mor
- Roland Hedlund - Harald, hans far
- Martin Widerberg -  Martin, hans bror
- Marie De Geer - Anna Björklund
- Anita Björk - Hedvig, Annas mor
- Olof Bergström - disponent Olof Björklund, Annas far
- Jonas Bergström - Nisse, Kjells vän
- Pierre Lindstedt
- Olle Björling - en strejkbrytare
- Stefan Feierbach - Åke, Kjells bror
- Rolf Tourd - landsfogde Sune Pålman

## Om filmen
Exteriörscenerna är inspelade i Hallstanäs och Bollstabruk där nästan en intakt bevarad bruksmiljö fanns; Lunde kunde inte användas eftersom miljön var totalt förändrad. I demonstrationståget och statistroller medverkade hundratals veteraner från 1931 som upplevt dramat.
Widerberg avtalade med Pia Degermark för rollen som den unga disponentdottern Anna, men vid den tidpunkten var hon kontrakterad av Paramount, som kom med en begäran om att få tillgång till ett utskrivet manuskript före ett godkännande av hennes medverkan. Widerberg som arbetade med lösa scenskisser och improvisation kunde inte visa upp något manus, och rollen som Anna kom i stället att ges till en 17-årig skolflicka från Stockholm utan tidigare filmerfarenhet, Marie De Geer.
Filmen premiärvisades på biograf Spegeln i Stockholm den 1 maj 1969. Den har sedan dess visats flera gånger i Sveriges Television och är utgiven på DVD.

## Priser och nomineringar
Filmen belönades med två Guldbaggar 1969, en vardera till Bo Widerberg och skådespelaren Roland Hedlund. Den vann en Bodil för bästa europeiska film 1969, och på filmfestivalen i Cannes vann den samma år Juryns stora pris. Vidare nominerades filmen 1970 både till en Golden Globe och Oscar i kategorin bästa utländska film 1969. Båda priserna gick emellertid till den fransk-algeriska Z – han lever i regi av Costa-Gavras.